# Julius Kipyego Keter
Julius Kipyego Keter (* 20. Oktober 1988) ist ein kenianischer Marathonläufer.
2008 wurde er Sechster beim Maratón de la Comarca Lagunera, Zweiter beim Mexiko-Stadt-Marathon und gewann den Medellín-Halbmarathon, den er auch im Folgejahr für sich entschied, die Carrera de la Amistad sowie den Baltimore-Marathon. Von 2009 bis 2013 siegte er fünfmal in Folge beim Guadalajara-Halbmarathon.
2010 wurde er Zweiter beim Mexiko-Stadt-Marathon, und 2011 gewann er den Santiago-Marathon. 2012 wurde er Dritter beim Halbmarathonbewerb des Tijuana-Marathons.
2013 wurde er in 2:10:31 h Zweiter beim wegen seines Gefälles nicht bestenlistentauglichen Los-Angeles-Marathon. Beim Santiago-Marathon stellte er mit 2:11:43 h einen Streckenrekord auf, und kurz darauf siegte er beim River Bank Run.

## Persönliche Bestzeiten
- 10-km-Straßenlauf: 28:21 min, 28. September 2008, Ciudad Juárez
- Halbmarathon: 1:02:31 h, 20. Februar 2011, Guadalajara
- 25-km-Straßenlauf: 1:14:07 h, 11. Mai 2013, Grand Rapids
- Marathon: 2:11:43 h, 7. April 2013, Santiago de Chile